# Mary Waters
Mary Alacoque Waters (Londen, 1957) is een Ierse schilder die in Utrecht en Galway woont en werkt. Ze is bekend om haar portretten die geïnspireerd zijn op de klassieke schilderkunst van West-Europa. Ze werd beïnvloed door de wijze waarop Hollandse Meesters in de 17e eeuw in hun schilderijen de geportretteerden echt als mensen wisten neer te zetten.

## Leven

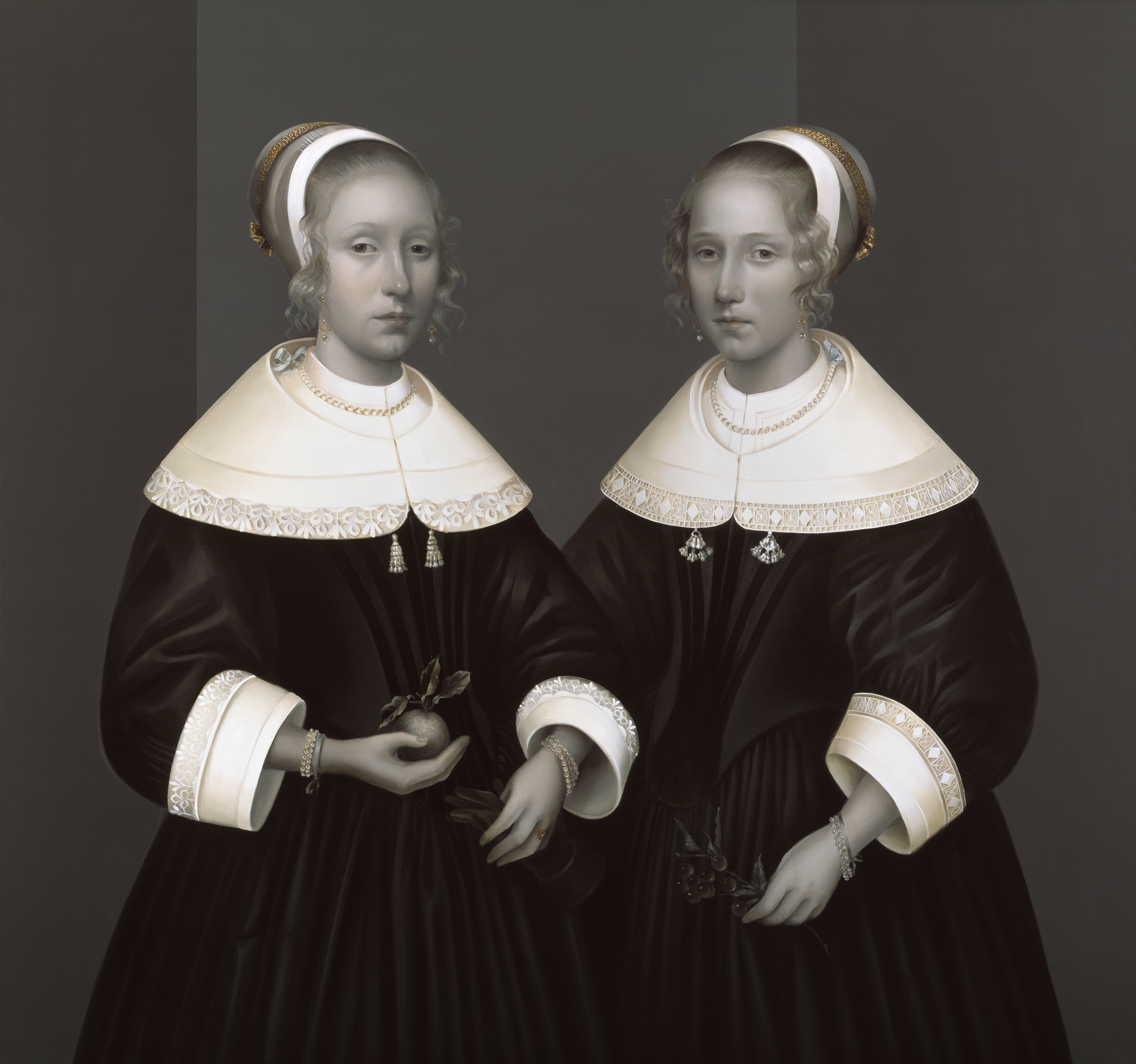
'Dutch Sisters', olieverf op linnen, 2014

Waters groeide op in het arme Ierland en kreeg al op jonge leeftijd interesse in de schilderkunst uit de Gouden Eeuw. Er waren geen musea in de buurt, waardoor ze haar kennis uit encyclopedieën en kunstboeken moest halen, waar reproducties van schilderijen vaak als kleine zwart-wit plaatjes waren afgedrukt. Dit prikkelde haar fantasie en voorstellingsvermogen.
Ze volgde een opleiding aan het College of Art Limerick, een van de eerste kunstopleidingen in het westen van Ierland, en studeerde hier in 1981 af. Tot 1990 deed ze nog onderzoek naar 16e-eeuwse Venetiaanse en 17e-eeuwse Nederlandse schilderkunst. Waters schildert in olieverf op doek grote zwart-witte of kleurrijke portretten die glamour, rijkdom en macht uitstralen.
Er is voor mij geen andere taal waarin de wisselwerking tussen verlangen en bevrediging zo goed uitgedrukt kan worden dan in het schilderen.— Mary Waters

## Tentoonstellingen (selectie)
Mary Waters heeft veel solo- en groepsexposities gehad in musea en op nationale en internationale beurzen; hieronder een selectie
- Zona Maco Mexico, Galerie Michael Sturm Stuttgart (2014)
- Galerie Vous Etes Ici, Amsterdam, solo (2014)
- Art Rotterdam, Galerie Vous Etes Ici (2014)
- Art Miami, Galerie Piece Unique, Parijs (2010, 2011, 2012, 2013)
- Art Dubai, Galerie Piece Unique, Parijs (2012)
- The Solo Project Bazel, Galerie Vous Etes Ici,  (2009)
- Museum Het Valkhof, Nijmegen (2006)
- Art Brussels, Galerie Transit Mechelen Be (2006)
- Art Rotterdam, Galerie Arti Capelli (2005)
- Groninger Museum, No Copy, Arjan van Arendonk, Rob Birza, J.C.J. van der Heijden, Mary A. Waters (2002)
- Singer Museum Laren, solo (1997)

## Boeken
- Eating the image, ISBN 9789079372034, met bijdragen van kunsthistorici Pietje Tegenbosch en Frank van de Schoor, gepubliceerd door www.pelskemper.nl
- Mary Alcoque Waters, monografie, gepubliceerd door Galerie Piece Unique Parijs 2011